# Elficología
La Elficología es una disciplina acuñada por Pierre Dubois, enmarcada en las llamadas 'ciencias de frontera' o paraciencias, que trataría del estudio de los seres conocidos como 'gente pequeña' (hadas, elfos, trolls, duendes...) de las mitologías y folclores de todo el mundo. El término surgió como una simple broma para tiempo después convertirse en un estudio serio de lo concerniente al mundo maravilloso de los seres élficos y criaturas similares.     
Feericología
La Feericología sería la traducción adaptada al castellano de la palabra inglesa Fairyology para designar el estudio de las hadas y todos los espíritus de la naturaleza presentes en las culturas y folclore de todo el mundo como lo podrían ser también los gnomos, elfos, trolls, gigantes, pixies, enanos, etc. con sus diferentes nombres dados en todo el planeta. Esta palabra está formada por la palabra inglesa fairy, o en su versión castellana feérico que hace alusión a todo lo relacionado con las hadas y seres similares y el griego antiguo λόγος, logos, que significa estudio. La palabra fairy en inglés es un término genérico que se usa para designar todos los seres feéricos, espíritus de la naturaleza, elementales, etc. de todo tipo. Se podría citar también como objeto de estudio de esta disciplina, la posible existencia de los hombres salvajes aunque estos entrarían más bien en el campo de la criptozoología.
El término fairyology o feericología se puede utilizar indistintamente al de elficología, que es un neologismo para nombrar este mismo tipo de estudios y que fue inventado por el francés Pierre Dubois en el año 1967.
La palabra inglesa fairyology fue empleada por primera vez a mediados del siglo XIX en la publicación Ainsworth's Magazine. Hoy día tiene cierto uso en países de habla inglesa.
Podríamos citar como importantes feericólogos o llamados en inglés fairyologists a Anna Franklin, Brian Froud, Theresa Bane o Janet Bord.
La feericología aun siendo una disciplina minoritaria dentro de las ciencias ocultas, goza en estas últimas décadas de un pequeño resurgir y así pues encontramos a lo largo y ancho del mundo proyectos tan atrevidos para el estudio de la gente pequeña "little people" como la Sociedad de Investigación de las Hadas en Reino Unido, el ELFEN Project en Canadá y La escuela de elfos en Islandia, así como iniciativas a nivel personal.

## Etimología y definición
Este neologismo está formado por la palabra francesa 'elfe', y el griego antiguo λόγος 'lógos', que significa estudio. Elficología designa el estudio de los elfos y por extensión de todas las criaturas de la mitología nórdica y el folclore pagano, comprendiendo principalmente a los duendes, trolls, gnomos, elfos, hadas y similares. Pierre Dubois define a menudo a la elficología como ecología del alma. El acepta haber creado esta palabra para explicar su andanza: «El elficólogo es ante todo un aventurero, alguien que aceptará entrar en un mundo donde nunca es posible cercar a los seres». Según él, un elficólogo debe mostrarse a la vez zoólogo, botánico y mago, incluso a espadachín y en alguna parte, alquimista: es una «ciencia salvaje», una «filosofía mágica».
Pierre Dubois (autor).
Pierre Dubois es un « elficólogo auto-proclamado ». Comenzó a recopilar información sobre la gente pequeña (que él denomina su trabajo de elficólogo)en 1967, recorriendo los campos para recoger los testimonios de personas mayores sobre las leyendas locales. Consulta las obras sobre el tema de las hadas, los duendes y los elfos en numerosas bibliotecas. Cansado de responder a la cuestión de su trabajo, Pierre Dubois comienza a presentarse como un elficólogo. Su primera obra sobre el tema no es publicada hasta 1992, porque los editores no se interesaban por el tema de los seres feéricos. Hoëbeke publica la primera parte, la Gran Enciclopedia de los duendes, de los cuales se venden 90.000 ejemplares. 

## Popularización
La popularización de la palabra elficología proviene realmente de una entrevista de Pierre Dubois por Bernard Pivot, quizás durante la emisión de Apostrophes. El se presenta como un elficólogo. Pierre Dubois escribe una serie de obras sobre la gente pequeña, sus enciclopedias son las primeras de este género en francés. En sus textos él dice estar inspirado por un elficólogo de nombre Petrus Barbygère, que en realidad es él mismo. Barbygère habría escrito una obra, las Chroniques alfiques, « un libro ficticio como el Necronomicon de Lovecraft»
Después de la definición de la elficología se hace conocer, Pierre Dubois recibía las cartas de niños que le preguntaban cómo convertirse en elficólogos , recibía hasta un centenar por año. Es por ello que escribe con esta intención la obra, L´ecole de Féerie, rebautizada como Leçons d’elficologie (Lecciones de elficología) publicada en el año 2006. Es invitado en diferentes conferencias para hablar de su pasión, popularizando de esta forma el término que se convierte con los años en una palabra seria para describir el estudio de la gente pequeña.
Pierre Dubois es sin duda el padre de la elficología; él mismo se define como tal. Este neologismo llega también a la cultura popular, a los cuentos, los discursos y conferencias de Pierre Dubois, y gracias también a otros artistas y autores. Si el estudio de la gente pequeña es una rara especialidad en Francia, los países escandinavos tienen una situación diferente. Una escuela islandesa existe desde 1991 en Reikiavik para provomer el estudio de estas criaturas. Esta escuela otorga un diploma de estudios sobre los elfos y otros pueblos invisibles, que correspondería en francés a un diploma de elficología. En veinte años, 9000 personas se han graduado en estos estudios. 

## Reutilización por otros autores y artistas
Otras personas inspiradas por Pierre Dubois han tomado el neologismo de la elficología.
Es el caso de Édouard Brasey , en el que emplea con mucha frecuencia el neologismo de elficología.
Édouard Brasey le reutiliza frecuentemente en sus obras. El Tratado de las hadas, que él ha supervisado, es por otro lado subtitulado “Recopilación de otras obras famosas de Elficología". Brasey califica a ciertas personas de eficólogas a posteriori, principalmente a Paracelso (por su obra consagrada a las ninfas y los silfos) Robert Kirk (el autor de La República Misteriosa) el abad Montfaucon de Villar, Karl Grün (por los espíritus elementales, publicada en 1891). La universitaria inglesa Katharine Briggs, autora de numerosas obras dedicadas a las hadas, Édouard Brasey es igualmente calificado de elficólogo. El crédito de Ismaël Mérindol que aparece en su obra "Traité de Faërie", es reconocido como el primer elficólogo de la historia. Este personaje del siglo XV es posiblemente otro personaje ficticio inventado por Brasey.